# Esther's Nose Job
«Esther's Nose Job» es una suite del grupo inglés de rock psicodélico y progresivo Soft Machine. Ocupa todo el lado B de su segundo álbum, y fue la primera composición "seria" del teclista Mike Ratledge, que antes tenía un rol secundario en el grupo.
El título fue sacado de la novela V (1963) de Thomas Pynchon. La suite marcó el inicio de la era jazz y el fin de la era rock/pop en la música de Soft Machine. Se volvió un clásico en el repertorio en directo del grupo, que hasta finales de 1970 la empleó para terminar casi todos sus conciertos.
Ratledge además escribió una versión revisada/extendida de la obra, con la sección "Pigling Bland". Esta fue incluida en el repertorio de 1971 como tema individual, y tuvo su versión de estudio en 1972.

## Personal
- Mike Ratledge – teclados
- Hugh Hopper – bajo
- Robert Wyatt – batería y voz

Adicionales
- Brian Hopper - saxofón